# سس سالسا

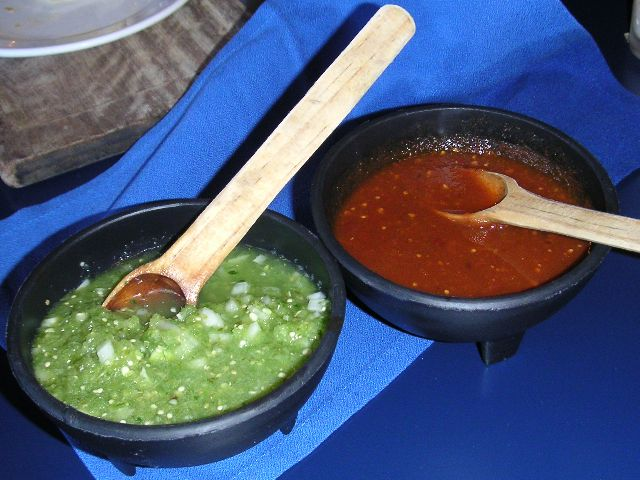
سالسای سرخ، سالسای سبز

سس سالسا (به اسپانیایی: Salsa (sauce)) یکی از چاشنی‌های مزه‌دهنده به غذاست. این سس، نوعی سس (معمولاً تند) رایج در منطقه آمریکای لاتین می‌باشد که آن را جزو سس‌هایی که پخته نمی‌شوند، دسته‌بندی می‌کنند. اصل واژه سالسا اسپانیایی است که خود ریشه لاتین دارد و به معنای سس می‌باشد.

## سس‌های سالسای معروف
- سالسای سرخ (روخا): نوعی سس قرمز رنگ است که در تهیه آن از ادویه جات مرسوم مردم مکزیک و آمریکای جنوب شرقی استفاده می‌کنند. سس روخا را معمولاً از گوجه فرنگی، فلفل تند، پیاز و سیر تهیه می‌کنند.
- سالسای خام (کرودا): نوعی سس خام است که در تهیه آن از گوجه فرنگی، پیاز و فلفل نپخته و دیگر مواد زبر خام استفاده می‌شود.
- سالسای سبز (ورده): نوعی سس سبز رنگ است که از پوست گوجه فرنگی (معروف به توماتیلو) تهیه می‌شود. سس‌هایی که با پوست گوجه فرنگی تهیه می‌شوند را معمولاً می‌پزند.
- سالسای وحشی (براوا): از این سس روی قاچ‌هایی از سیب زمینی استفاده می‌کنند. این نوع سس معمولاً مخلوطی از سس مایونز و سس تاباسکو می‌باشد.

هر نوع سسی که در تهیه آن از آووکادو به عنوان ماده اصلی استفاده شود، سس گواکاموله نام دارد.
سس سالسا انواع دیگری هم دارد که برخی از آنها را با نعناع، آناناس یا انبه تهیه می‌کنند.